# Bryan Hearne
Bryan Christopher Hearne, född 23 september 1988 i Staten Island, New York, är en amerikansk skådespelare. Han var med i serien All that 2002-2003. Han har även synts i NBC-serien Tredje skiftet från 2000 och filmen Hardball från 2001.